# 유현영
유현영(1989년 12월 4일~)은 대한민국의 배드민턴 선수이다. KGC인삼공사 배드민턴단 소속으로 활동하고 있으며, 2010년 제16회 광저우 아시안게임 배드민턴 여자 단체전에서 동메달을 획득했다.